# 安倍黒麻呂
安倍 黒麻呂（あべ の くろまろ）は、奈良時代中期の官人。姓は朝臣。官職は日向守。

## 経歴
天平12年（740年）9月に発生した藤原広嗣の乱に進士（志願兵）として参加する。10月に逃亡中であった藤原広嗣を肥前国松浦郡値嘉嶋長野村（現在の長崎県北松浦郡宇久町小浜郷長野。五島列島の宇久島内）で捕縛した。黒麻呂の出自は不明だが、乱の鎮圧軍の将だった阿倍虫麻呂と同族の武人と推察される。その後、天平宝字5年（761年）頃には日向守を務めている。